# Mats Scheidegger
Mats Scheidegger (* 1963 in Baden/Kanton Aargau) ist ein Schweizer klassischer Gitarrist und Musikpädagoge.

## Leben
Scheidegger studierte Gitarre am Konservatorium Winterthur und an der Hochschule für Musik und Theater Bern sowie in New York bei David Starobin. Seit den 1980er Jahren tritt er vorwiegend als Interpret zeitgenössischer Komposition auf, wobei er u. a. mit Komponisten wie Helmut Lachenmann, Brian Ferneyhough, Franck Bedrossian, Nadir Vassena, Beat Furrer, Heinz Holliger, Pierluigi Billone, Sam Hayden und Tiziano Manca zusammenarbeitete. Sam Hayden, Brian Ferneyhough, Nadir Vassena, Hans Ulrich Lehmann, José Luis Campana, Thomas Kessler, Isabel Soveral, Gary Berger, Walter Feldmann und Tommy Zwedberg schrieben Werke für ihn.
1997 spielte er die Schweizer Erstaufführung von Luciano Berios Gitarrenkonzert, 1998 im Rahmen der International Gaudeamus New Musik Week in Amsterdam die Uraufführung des Gitarrensolos Axe(s) von Sam Hayden und 2001 die Uraufführung des für ihn geschriebenen Gitarrenkonzerts von Nadir Vanessa. Bei der Münchener Biennale 2004 spielte er die Sologitarre bei der Uraufführung von Brian Ferneyhoughs Oper Shadowtime. In jüngerer Zeit wandte er sich auch der E-Gitarre und der elektronischen Musik zu, arbeitete interdisziplinär mit der Tänzerin Valeria Magli zusammen und bearbeitete Franz Schuberts Liederzyklus Winterreise für die Gitarre.
Er war Mitbegründer der Gruppe für Neue Musik GNOM Baden und war von 1998 bis 2011 künstlerischer Leiter des Festivals Tage der Neuen Musik Zürich. In Zusammenarbeit mit den Ensembles Soyuz21 und Cattrall Zürich verfolgt er Möglichkeiten der Multimedia-Kunst und neue Konzertkonzepte. Er lehrt Gitarre und Kammermusik an der Musikhochschule Luzern und gibt Meisterklassen in Europa und Amerika.